# Rockstar Lincoln
A Rockstar Lincoln Limited (anteriormente chamada de Spidersoft e Tarantula Studios) é uma desenvolvedora britânica de jogos eletrônicos sediada em Lincoln. Ela foi fundada em 1992 por Steve Marsden, David Cooke e Andrew Hewson, inicialmente desenvolvendo conversões de outros títulos para Game Boy e Game Gear. A empresa foi comprada em 1995 pela 21st Century Entertainment, que acabou fechando o estúdio alguns anos depois em 1998.
A Spidersoft foi comprada pouco depois pela Take-Two Interactive e renomeada como Tarantula Studios, continuando a produzir conversões e obras originais para Game Boy e Game Boy Color. A companhia foi renomeada Rockstar Lincoln em 2002 e passada para a Rockstar Games. Desde estão, ela dedica-se inteiramente a garantia da qualidade e localização dos jogos da Rockstar.